# منتخب قرغيزستان لكرة السلة
منتخب قيرغيزستان لكرة السلة هو ممثل قيرغيزستان الرسمي في المنافسات الدولية في كرة السلة. ينتمي إلى منطقة الاتحاد الآسيوي لكرة السلة. انضم إلى الاتحاد الدولي لكرة السلة في 1992.

## البطولات التي شارك فيها
- بطولة آسيا لكرة السلة